# Geron gibbosus
Geron gibbosus ist eine Fliege aus der Familie der Wollschweber (Bombyliidae).

## Merkmale
Die Fliegen erreichen eine Körperlänge von 8 bis 10 Millimetern und haben einen etwas buckelförmigen Körper. Er ist samtschwarz gefärbt und silbergrau behaart und beschuppt. Die Flügel sind durchsichtig. Der gerade nach vorne gerichtete Saugrüssel ist länger als Kopf und Thorax zusammen. Die Facettenaugen sind beim Männchen verhältnismäßig groß und treffen in der Mitte aufeinander. Die langen, schlanken Beine sind an den Schenkeln und Schienen beschuppt.

## Vorkommen und Lebensweise
Die Art ist in Südeuropa und Nordafrika verbreitet. Man findet die Imagines im Sommer beim Blütenbesuch. Die Larven leben parasitisch von Raupen kleiner Schmetterlingsarten, wie etwa Sackträgern. 

## Belege
- Joachim Haupt, Hiroko Haupt: Fliegen und Mücken. Beobachtung, Lebensweise. 1. Auflage. Naturbuch-Verlag, Jena / Stuttgart 1995, ISBN 3-89440-278-4.